# Porphyrius Uspenski

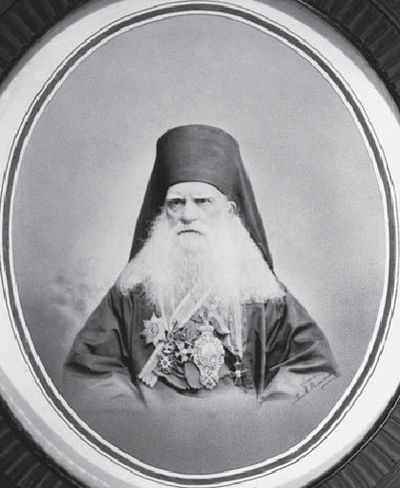
Bischof Porphyrius Uspenski, 1880er Jahre

Bischof Porphyrius, auch Porfiri, (russisch Епи́скоп Порфи́рий, Geburtsname: Konstantin Alexandrowitsch Uspenski, russisch Константи́н Алекса́ндрович Успе́нский; * 8. Septemberjul. / 20. September 1804greg. in Kostroma, Russisches Kaiserreich; † * 19. Apriljul. / 1. Mai 1885greg. in Moskau) war ein russisch-orthodoxer Geistlicher, Orientalist, Archäologe und Byzantinist.

## Leben und Wirken
Uspenski wurde 1804 in Kostroma in der Familie eines Priesters geboren. Nach fünfjährigem örtlichem Schulbesuch studierte er von 1818 bis 1824 am Theologischen Seminar von Kostroma sowie von 1825 bis 1829 an der Geistlichen Akademie Sankt Petersburg, wo er am 15. September 1829 den Mönchsnamen Porphyrius erhielt, fünf Tage später zum Hierodiakon und wiederum fünf Tage später zum Hieromonachos geweiht wurde. Im Juli 1831 erhielt er den Magistergrad für Theologie sowie eine Stelle als Lehrer am Richelieu-Lyzeum in Odessa, wo er Theologie, Kirchengeschichte und Kirchenrecht unterrichtete. Gleichzeitig war er Mitglied des Zensurkomitees von Odessa und wurde dort im Mai 1834 Abt des Mariä-Entschlafens-Klosters. Er wurde im Januar 1838 zum Archimandriten befördert und im Juli 1838 Rektor des Theologischen Seminars Odessa.
Im November 1840 wurde er zum Leiter der Russischen Geistlichen Mission in Wien ernannt, wo er die deutsche Sprache erlernte und eine wissenschaftliche Expedition nach Dalmatien entsandte, um die glagolitischen Schriftzeugnisse der Kroaten zu studieren. Im November 1842 wurde Porphyrius auf Beschluss des Heiligen Synods nach Jerusalem entsandt, um sich aufgrund seiner Kenntnisse der griechischen Sprache und seiner Erfahrung im Umgang mit unseren Glaubensgenossen im Ausland mit dem Leben der Orientchristen in Palästina und Syrien vertraut zu machen, die damals unter türkischer Herrschaft standen.

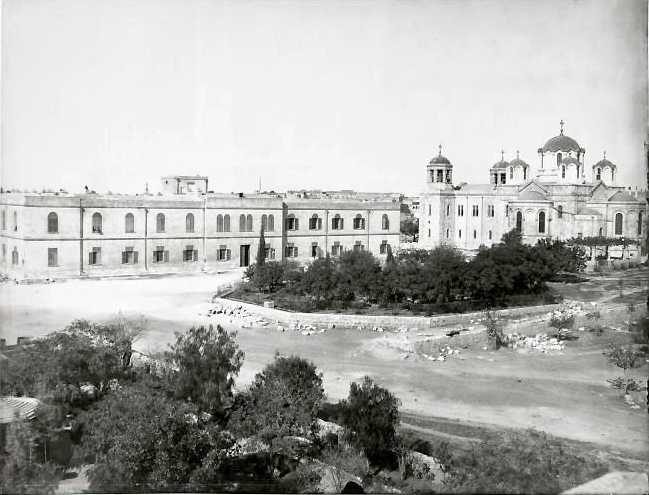
Russische Geistliche Mission Jerusalem, rechts die Dreifaltigkeitskathedrale. Foto aus dem 19. Jahrhundert

In Jerusalem wurde Archimandrit Porphyrius zum Initiator und Organisator der dortigen Russischen Geistlichen Mission und unternahm von hier aus zahlreiche Reisen zu heiligen Stätten. 1845 besuchte er auf der Sinai-Halbinsel das Katharinenkloster, wo er den Codex Sinaiticus entdeckte und sich darüber mit Konstantin von Tischendorf austauschte. Zudem besuchte er den Berg Athos, Stätten in Alexandria und Kairo sowie koptische Klöster. Im Katharinenkloster entdeckte Porphyrius glagolitische Handschriften aus dem 11. Jahrhundert, die für das Studium des Altkirchenslawischen von großem Wert sind, darunter das Psalterium Sinaiticum und das Euchologium Sinaiticum. Einige Monate nach Ausbruch des Krimkrieges verließ Porphyrius im Mai 1854 Jerusalem, kehrte aber 1858 nochmals zurück und brachte auf seiner endgültigen Rückreise 1861 unter anderem den nach ihm benannten Codex Porfirianus und die Unzial 080 nach Russland. Hier genoss er hohes Ansehen und wurde auf Bitte von Großfürstin Helena Pawlowna ihr Beichtvater. 1865 wurde er zum Weihbischof von Tschyhyryn ernannt und residierte einige Jahre in Kiew. Er starb 1885 in Moskau und wurde im dortigen Nowospasski-Kloster beigesetzt.
In den 1850er Jahren veröffentlichte er Berichte über seine Reisen nach Ägypten, in den Sinai und seine Dispute mit von Tischendorf. 1868 publizierte er eine Einführung in die Buchmalereien von Dionysios von Phourna. Die Kaiserliche Orthodoxe Palästina-Gesellschaft ernannte Porphyrius zu ihrem Ehrenmitglied.